# Der Rächer von Davos
Der Rächer von Davos (Frans: Le justicier de Davos) is een Frans-Zwitserse dramafilm en stomme film uit 1924, geregisseerd door de Duitser Heinrich Brandt.

## Omschrijving
Der Rächer von Davos werd opgenomen in Davos, Zwitserland in maart 1924 en was een werk van het productiehuis Gotthard Film. De film werd in oktober 1924 uitgebracht in Frankrijk en op 21 januari 1925 in Zwitserland. Het scenario is naar de hand van regisseur Heinrich Brandt en producer Stefan Markus.

## Rolverdeling
| Acteur               | Personage            |
| -------------------- | -------------------- |
| Marquisette Bosky    | Agnès Parray         |
| Eric Barclay         | Bob Parray           |
| Suzanne Marwille     | Mary Zente           |
| Elena Lunda          | barones Métard       |
| Angelo Ferrari       | graaf de Milesco     |
| Hans Peter Peterhans | Charles Sanders      |
| Walter Félix         | Fred Zente           |
| Jean Roy             | vader van Fred Zente |